# Перший загін
«Перший загін» (яп. ファーストスクワッド, Фа:суто сукуваддо) — повнометражний  аніме-фільм режисера Йосіхару Асіно. Вироблений японською студією «Studio 4°C», та канадською «Molot Entertainment» в 2009 році. Автори сценарію — Олексій Клімов та Михайло Шприц, композитор — DJ Krush.

## Сюжет
Події відбуваються у СРСР в 1942 році, під час Другої світової війни.
На фоні бойових дій між радянськими та німецькими військами, відбувається, прихована війна двох секретних окультних служб — німецького «Аненербе» і радянського 6-го відділу військової розвідки. Стародавнє закляття дозволяє магам «Аненербе» викликати з царства мертвих дух великого магістра ордена Меча хрестоносця барона Гвідо фон Вольфа, полеглого 700 років тому під час Битви на Чудському озері (1242). Начальник радянської розвідки, генерал-майор Білов, вирішує підключити до операції з протидії барону фон Вольфу одного зі своїх найбільш обдарованих агентів, 14-ти річну дівчинку Надію.
Надію за допомоги «некропорталу» відправляють у потойбічний світ де вона знаходить своїх загиблих друзів, страчених німцями піонерів. Є можливість зробити так, щоб піонери потрапили у наш світ, вони повинні з'явитися під час «моменту істини», коли дії однієї людини (гвардії капітан Олександр Нємов) вирішують результат всієї війни. На початку фільму демонструється, як фон Вольф відтинає голову Нємову, який робить спробу підняти радянських солдатів в вирішальну контратаку. Саме цій події спільними зусиллями і запобігає команда дітей. Відбувається коротка битва між представниками потойбічного світу, бароном фон Вольфом і його хрестоносцями з одного боку і Надією з її товаришами, екіпірованими на тому світі вогнепальною зброєю часів Другої світової війни (крім Надії, озброєної самурайським мечем), з іншого. Надія ледь не гине від меча одного з воїнів барона, але її рятує друг.
Контратака радянських військовиків вдається, хрестоносці повертаються до свого світу, серед їх можна побачити і фон Вольфа. Як виявляється лицарем у шоломі, якій повинен був вбити капітана Нємова, був не сам фон Вольф, а інший хрестоносець. Тіла полеглих хрестоносців які залишилися на землі, обертаються на попіл.